# Garcia II di Guascogna
García Sánchez, detto "le Courbé" (oppure le Tors o el Cuervo» o el curvado) ovvero "il Gobbo" (spagnolo García Sánchez, basco Gartzia Antso, francese Garsie Sanche, latino Garsia Sancius e guascone Gassia Sans; 850 circa – 920 circa), è stato un sovrano franco, fu duca di Guascogna, dall'893 alla sua morte.

## Origine
Secondo La Vasconie, étude historique et critique, deux parties era il figlio primogenito del duca di Guascogna Sancho III Mitarra o Menditarrat e della moglie, Quisilo di Guascogna, figlia del conte García di Bueil.
Secondo la Genealogia Comitum Guasconiæ era il nipote di Sancho III Mitarra o Menditarrat, in quanto figlio di Mitarra Sanchez, figlio di Sancho III e di Andregoto di Navarra, che sarebbe subentrato a suo padre nell'887.
Gli ascendenti di Sancho III Mitarra o Menditarrat non sono citati in alcuna fonte primaria. Nell'Appendice del Cartulaire de Saint Vincent de Lucq risulta che l'avo del duca di Gascogna, Guglielmo I era originario della Spagna dove si era dovuto recare il suo genitore durante il regno dell'imperatore, Ludovico il Pio, per cui Sancho potrebbe essere il figlio di Maria, figlia del duca di Guascogna Aznar, che era andata in sposa a Wandregiselo, un conte della marca di Spagna, che discendeva dal duca d'Aquitania e duca di Guascogna, Oddone il Grande.
Secondo altre fonti Sancho III sarebbe nipote del duca di Guascogna Sancho II.
Infine secondo la Histoire de Gascogne, Tome I Sancho era il terzo figlio del re di Navarra, García II Jiménez, che sarebbe stato anche re di Navarra.

## Biografia
Secondo lo storico medievale francese, Christian Settipani, Garcia viene citato in un documento dell'887, in cui tra i grandi di Aquitania, all'assemblea di Bourges, tenuta in quello stesso anno, che decise la linea di condotta da tenere nel confronti del re di Francia e d'Aquitania Carlo il Grosso.
Alla morte del padre, verso l'893, gli subentrò nel titolo di duca di Guascogna.
Nel documento n° XXIII della Gallia Christiana tome I, Instrumenta, datato904, di una compravendita di una abbazia, venne citato come "dominus Garcias, comes et marchio in limitibus oceanis".
Nel corso del suo regno, sposando Amunia e dando in moglie la figlia Andregoto al conte Raimondo, si imparentò coi conti di Bordeaux, che portò poi il nipote Guglielmo I ad ereditarne la contea.
Prima di morire, secondo la Genealogia comitum guasconiae, divise i suoi domini tra i tre figli maschi, Sancho, Guglielmo e Arnoldo; la divisione viene confermata anche dal códice de Roda: a Sancho andò la quasi totalità della Guascogna, a Guglielmo il Fidentiacum e ad Arnoldo l'Astaracensem.
 García morì dopo il 920, anno in cui venne redatto il documento che garantiva al figlio Arnoldo, col consenso degli altri due figli l'Astaracensem.
La sua discendenza governò il ducato di Guascogna sino al 1032.

## Matrimoni e discendenza
Nell'885 circa sposò Awyra Al Kassi (~870 - ?), da cui non ebbe figli.
Nell'890 circa sposò Amuna figlia del conte Guglielmo I di Bordeaux, che è citata nel documento n° XXIII della Gallia Christiana tome I, Instrumenta, datato904 e che secondo la Ex Historia Abbatiæ Condomensis (pur non citandola per nome conjux fuit Garsiæ Principis cognomento Curvi) restaurò l'abbazia di Condom, che era stata distrutta dai Vichinghi. Garcia da Amunia ebbe sei(o sette) figli:
- Sancho IV[3] (ca. 890- ca. 955), fu conte di Guascogna[11]
- Guglielmo Sanchez[3] (ca. 895- ca. 960), fu conte d'Armagnac e conte di Fézensac[11], divenendo il capostipite di ambedue le contee
- Arnoldo I Nonnat[3] (?-960), conte d'Astarac[11], capostipite dei d'Astarac
- Andregoto[13], sposò il conte Raimondo di Bordeauxe fu madre del conte di Bordeaux, Guglielmo il Buono[9]
- Acibella[13], sposò il conte d'Aragona, Galindo III Aznárez[9] (?-928)
- Garsenda[14](?-dopo il 972), sposò il conte di Tolosa, Raimondo Ponzio (?-950)[14]
- Tota citata come sorella di Sancho IV (Soror Principis Sanctii) nella Historia Abbatiae Condomensis[9].

### Fonti primarie
- (LA)  Monumenta Germaniae Historica, tomus II.
- (LA)  Cartulaire de Saint Vincent de Lucq.
- (LA)  Rerum Gallicarum et Francicarum Scriptires, tomus XII.
- (LA)  Rerum Gallicarum et Francicarum Scriptires, tomus XI.
- (LA)  Gallia Christiana tome I, Instrumenta.

### Letteratura storiografica
- René Poupardin, "Ludovico il Pio", cap. XVIII, vol. II (L'espansione islamica e la nascita dell'Europa feudale) della Storia del Mondo Medievale, pp. 558–582.
- (FR)  Vasconie, étude historique et critique, deux parties.
- (FR)  Histoire de Gascogne, Tome I.
- (ES, LA)  #ES Textos-navarros-codice-roda.pd.